# Dicentria hidalgonis
Dicentria hidalgonis är en fjärilsart som beskrevs av William Schaus 1920. Dicentria hidalgonis ingår i släktet Dicentria och familjen tandspinnare. Inga underarter finns listade i Catalogue of Life.